# Planète Mer
Planète Mer est une association française loi de 1901 reconnue d'intérêt général créée en 2007. 

## Missions
Elle a pour but la préservation de la vie marine et des activités humaines qui en dépendent. Elle a été créée par : Mathieu Mauvernay, président, juriste spécialisé en droit de l’environnement et Laurent Debas, directeur général, océanographe, spécialiste des questions liées à la pêche, à l’aquaculture et à la protection de l’environnement côtier.